# Federico Guglielmo di Meclemburgo-Strelitz
Federico Guglielmo di Meclemburgo-Strelitz (Neustrelitz, 17 ottobre 1819 – Neustrelitz, 30 maggio 1904) è stato granduca di Meclemburgo-Strelitz dal 1860 fino alla sua morte.

## Biografia
Federico Guglielmo nacque a Neustrelitz, figlio di Giorgio di Meclemburgo-Strelitz e della principessa Maria di Assia-Kassel (1796-1880), figlia a sua volta del principe Federico d'Assia-Kassel e di Polissena di Nassau-Usingen. I suoi nonni paterni erano invece il duca Carlo II di Meclemburgo-Strelitz e la principessa Federica d'Assia-Darmstadt. 
Egli trascorse gran parte della giovinezza a Neustrelitz e successivamente studiò storia a Bonn. Concluse i propri studi recandosi in Italia e in Svizzera per un grand tour che lo portò poi in Inghilterra, ove si laureò in diritto civile presso l'Università di Oxford. Fu in questa occasione che incontrò per la prima volta la sua futura moglie e cugina di secondo grado.

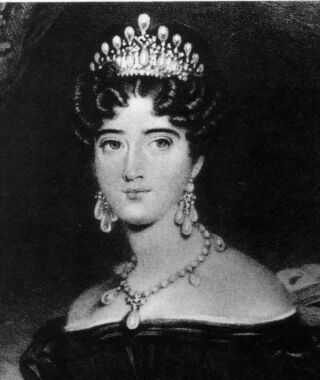
La principessa Augusta di Hannover

Il 28 giugno 1843, si sposò a Buckingham Palace con la principessa Augusta di Cambridge, figlia del principe Adolfo, duca di Cambridge e nipote del re Giorgio III d'Inghilterra.
Federico Guglielmo succedette al padre come granduca alla sua morte, il 6 settembre 1860. Realizzò investimenti nel campo dell'economia, delle infrastrutture e dell'istruzione, trascurati nei precedenti governi, saldando i debiti accumulati. Accumulò anche una notevole ricchezza personale e nel 1903, in occasione delle sue nozze di diamante, regalò ad ogni singolo cittadino del suo granducato la somma di 25 pfenning come segno di amore verso il proprio popolo, finanziando questa spesa coi propri fondi. Fu anche il principale proprietario terriero del proprio granducato, avendo possedimenti in metà dello stato.
Durante il regno di Federico Guglielmo il Meclemburgo-Strelitz divenne membro della Confederazione Germanica del Nord e quindi dell'Impero tedesco, ma le continue tensioni tra la sua visione della politica e l'amministrazione prussiana lo resero spesso inviso alla corte di Berlino. Il 12 agosto 1862, inoltre, egli ricevette le insegne dell'Ordine della giarrettiera dalla regina Vittoria, sua cugina.
Egli morì a Neustrelitz il 30 maggio 1904 e gli succedette l'unico figlio Adolfo Federico V.

## Discendenza
Federico Guglielmo e la moglie Augusta di Hannover ebbero tre figli, di cui solo uno sopravvisse alla maggiore età e divenne l'erede paterno:
- Un figlio morto alla nascita (*/† 1843);
- Federico Guglielmo (*/† 1845);
- Adolfo Federico (1848-1914), sposò nel 1877 la principessa Elisabetta di Anhalt

## Ascendenza
|                                            |                            |                                                        | Genitori                                                              |  |  | Nonni |  |  | Bisnonni                                        |  |  | Trisnonni                                  |  |
|                                            |                            |                                                        |                                                                       |  |  |       |  |  | Carlo Ludovico Federico di Meclemburgo-Strelitz |  |  | Adolfo Federico II di Meclemburgo-Strelitz |  |
|                                            |                            |                                                        |                                                                       |  |  |       |  |  | Carlo Ludovico Federico di Meclemburgo-Strelitz |  |  | Adolfo Federico II di Meclemburgo-Strelitz |  |
|                                            |                            | Cristiana Emilia di Schwarzburg-Sonderhausen           |                                                                       |  |  |       |  |  | Carlo Ludovico Federico di Meclemburgo-Strelitz |  |  |                                            |  |
| Carlo II di Meclemburgo-Strelitz           |                            |                                                        |                                                                       |  |  |       |  |  | Carlo Ludovico Federico di Meclemburgo-Strelitz |  |  |                                            |  |
|                                            |                            | Elisabetta Albertina di Sassonia-Hildburghausen        | Ernesto Federico I di Sassonia-Hildburghausen                         |  |  |       |  |  |                                                 |  |  |                                            |  |
|                                            |                            | Elisabetta Albertina di Sassonia-Hildburghausen        | Ernesto Federico I di Sassonia-Hildburghausen                         |  |  |       |  |  |                                                 |  |  |                                            |  |
|                                            |                            | Elisabetta Albertina di Sassonia-Hildburghausen        | Sofia Albertina di Erbach-Erbach                                      |  |  |       |  |  |                                                 |  |  |                                            |  |
| Giorgio di Meclemburgo-Strelitz            |                            | Elisabetta Albertina di Sassonia-Hildburghausen        |                                                                       |  |  |       |  |  |                                                 |  |  |                                            |  |
|                                            |                            | Giorgio Guglielmo d'Assia-Darmstadt                    | Luigi VIII d'Assia-Darmstad                                           |  |  |       |  |  |                                                 |  |  |                                            |  |
|                                            |                            | Giorgio Guglielmo d'Assia-Darmstadt                    | Luigi VIII d'Assia-Darmstad                                           |  |  |       |  |  |                                                 |  |  |                                            |  |
|                                            |                            | Giorgio Guglielmo d'Assia-Darmstadt                    | Dorotea Carlotta di Brandeburgo-Ansbach                               |  |  |       |  |  |                                                 |  |  |                                            |  |
| Federica Carolina Luisa d'Assia-Darmstadt  |                            | Giorgio Guglielmo d'Assia-Darmstadt                    |                                                                       |  |  |       |  |  |                                                 |  |  |                                            |  |
|                                            |                            | Maria Luisa Albertina di Leiningen-Dagsburg-Falkenburg | Cristiano Carlo Reinardo di Leiningen-Dachsburg-Falkenburg-Heidesheim |  |  |       |  |  |                                                 |  |  |                                            |  |
|                                            |                            | Maria Luisa Albertina di Leiningen-Dagsburg-Falkenburg | Cristiano Carlo Reinardo di Leiningen-Dachsburg-Falkenburg-Heidesheim |  |  |       |  |  |                                                 |  |  |                                            |  |
|                                            |                            | Maria Luisa Albertina di Leiningen-Dagsburg-Falkenburg | Caterina Polissena di Solms-Rödelheim                                 |  |  |       |  |  |                                                 |  |  |                                            |  |
| Federico Guglielmo di Meclemburgo-Strelitz |                            | Maria Luisa Albertina di Leiningen-Dagsburg-Falkenburg |                                                                       |  |  |       |  |  |                                                 |  |  |                                            |  |
|                                            | Federico II d'Assia-Kassel | Guglielmo VIII d'Assia-Kassel                          |                                                                       |  |  |       |  |  |                                                 |  |  |                                            |  |
|                                            | Federico II d'Assia-Kassel | Guglielmo VIII d'Assia-Kassel                          |                                                                       |  |  |       |  |  |                                                 |  |  |                                            |  |
|                                            | Federico II d'Assia-Kassel | Dorotea Guglielmina di Sassonia-Zeitz                  |                                                                       |  |  |       |  |  |                                                 |  |  |                                            |  |
| Federico d'Assia-Kassel                    | Federico II d'Assia-Kassel |                                                        |                                                                       |  |  |       |  |  |                                                 |  |  |                                            |  |
|                                            |                            | Maria di Hannover                                      | Giorgio II di Gran Bretagna                                           |  |  |       |  |  |                                                 |  |  |                                            |  |
|                                            |                            | Maria di Hannover                                      | Giorgio II di Gran Bretagna                                           |  |  |       |  |  |                                                 |  |  |                                            |  |
|                                            |                            | Maria di Hannover                                      | Carolina di Brandeburgo-Ansbach                                       |  |  |       |  |  |                                                 |  |  |                                            |  |
| Maria di Assia-Kassel                      |                            | Maria di Hannover                                      |                                                                       |  |  |       |  |  |                                                 |  |  |                                            |  |
|                                            |                            | Carlo Guglielmo di Nassau-Usingen                      | Carlo di Nassau-Usingen                                               |  |  |       |  |  |                                                 |  |  |                                            |  |
|                                            |                            | Carlo Guglielmo di Nassau-Usingen                      | Carlo di Nassau-Usingen                                               |  |  |       |  |  |                                                 |  |  |                                            |  |
|                                            |                            | Carlo Guglielmo di Nassau-Usingen                      | Cristiana Guglielmina di Sassonia-Eisenach                            |  |  |       |  |  |                                                 |  |  |                                            |  |
| Carolina di Nassau-Usingen                 |                            | Carlo Guglielmo di Nassau-Usingen                      |                                                                       |  |  |       |  |  |                                                 |  |  |                                            |  |
|                                            |                            | Carolina Felicita di Leiningen-Dagsburg                | Cristiano Carlo Reinardo di Leiningen-Dachsburg-Falkenburg-Heidesheim |  |  |       |  |  |                                                 |  |  |                                            |  |
|                                            |                            | Carolina Felicita di Leiningen-Dagsburg                | Cristiano Carlo Reinardo di Leiningen-Dachsburg-Falkenburg-Heidesheim |  |  |       |  |  |                                                 |  |  |                                            |  |
|                                            |                            | Carolina Felicita di Leiningen-Dagsburg                | Caterina Polissena di Solms-Rödelheim                                 |  |  |       |  |  |                                                 |  |  |                                            |  |
|                                            |                            | Carolina Felicita di Leiningen-Dagsburg                |                                                                       |  |  |       |  |  |                                                 |  |  |                                            |  |